# Sinosturio
Sinosturio ist eine sieben Arten umfassende Fischgattung aus der Familie der Störe (Acipenseridae), die in Ostasien, an der nordamerikanischen Pazifikküste und in verschiedenen, nordamerikanischen, in den Pazifik mündenden Flüssen vorkommt.

## Merkmale
Die Zusammensetzung der Gattung wurde mit Hilfe molekulargenetischer Daten ermittelt. Eine genaue Merkmalsbeschreibung fehlt bisher. Mögliche Synapomorphien sind ein relativ breites Rostrum und eine breite und runde Fontanelle zwischen den zwei Teilen des paarigen Stirnbeins.

## Systematik
Die Gattung Sinosturio wurde 1929 durch den deutschen Paläontologen Otto Jaekel eingeführt. Die Typusart ist der Jangtse-Stör (Sinosturio dabryanus). Etwa ein Jahrhundert galt Sinosturio aber als ein Synonym vom Acipenser. In jüngster Zeit wurde aber erkannt, dass Acipenser kein Monophylum ist. Um eine moderne Systematik der Störe zu erreichen, wurde Sinosturio im April 2025 für eine Klade nordpazifischer, ostasiatischer und nordwestamerikanischer Störe revalidiert. Sinosturio ist die Schwestergruppe einer von den Gattungen Huso und Scaphirhynchus gebildeten Klade. Die Schwestergruppe aller drei Gattungen ist Acipenser.

## Arten
Zur Gattung Sinosturio gehören sieben Arten:
| Deutscher Name    | Wissenschaftlicher Name                     | Verbreitung                                | Gefährdungsstufe Rote Liste der IUCN              | Anmerkungen                              | Bild                                    |
| ----------------- | ------------------------------------------- | ------------------------------------------ | ------------------------------------------------- | ---------------------------------------- | --------------------------------------- |
| Jangtse-Stör      | Sinosturio dabryanus (Duméril, 1869)        | endemisch im Jangtsekiang                  | (Extinct in the Wild – in der Natur ausgestorben) | bis über 1,3 Meter Länge                 | Jangtse-Stör (Sinosturio dabryanus)     |
| Kaluga-Hausen     | Sinosturio dauricus (Brandt, 1869)          | Amur-Gebiet, Norden von Japan              | (Critically Endangered – vom Aussterben bedroht)  | bis 3,5 Meter Länge                      | Kaluga-Hausen (Sinosturio dauricus)     |
| Grüner Stör       | Sinosturio medirostris (Ayres, 1854)        | Nordamerikanische Pazifikküste             | (Endangered – stark gefährdet)                    | bis 2,5 Meter Länge                      | Grüner Stör (Sinosturio medirostris)    |
| Sachalin-Stör     | Sinosturio mikadoi (Hilgendorf, 1892)       | Russische Pazifikküste, Japan              | (Critically Endangered – vom Aussterben bedroht)  | bis 2 Meter Länge                        | Sachalin-Stör (Sinosturio mikadoi)      |
| Amur-Stör         | Sinosturio schrenckii (Brandt, 1869)        | endemisch im Amur                          | (Critically Endangered – vom Aussterben bedroht)  | bis 3 Meter Länge                        | Amur-Stör (Sinosturio schrenckii)       |
| Chinesischer Stör | Sinosturio sinensis (J. E. Gray, 1835)      | Chinesisches Meer und angrenzende Gewässer | (Critically Endangered – vom Aussterben bedroht)  | bis 6 Meter Länge, größte Sinosturio-Art | Chinesischer Stör (Sinosturio sinensis) |
| Weißer Stör       | Sinosturio transmontanus (Richardson, 1836) | Nordamerikanische Pazifikküste             | (Vulnerable – gefährdet)                          | bis 5,5 Meter Länge                      | Weißer Stör (Sinosturio transmontanus)  |